# Ланшань
Ланша́нь (Хара́-Нари́н; кит. трад. 狼山, пиньинь Láng Shān) — горный хребет в Китае, в системе Иньшань.
Хребет простирается на 300 км по левобережью среднего течения Хуанхэ. Максимальная высота — 2109 м. Хребет сложен главным образом сланцами и гнейсами. Северо-западный склон хребта — пологий; юго-восточный, обращённый к долине Хуанхэ, — более высокий и крутой, расчленён узкими долинами. В ландшафте преобладают кустарничковые полупустыни.